# Thiodina rishwani
Thiodina rishwani är en spindelart som beskrevs av Dewanand Makhan 2006. Thiodina rishwani ingår i släktet Thiodina och familjen hoppspindlar. Inga underarter finns listade i Catalogue of Life.